# Marble アコースティックアルバム
『marble アコースティックアルバム』（マーブル アコースティックアルバム）は、音楽ユニットmarbleによる、アコースティックアルバムのシリーズである。
ミニアルバム2枚がランティスからリリース済み。2008年10月15日、配信限定アルバム『旋律の行方、空の彼方』(LACM-002) が、2010年3月31日、タワーレコード新宿店限定アルバム『旋律の行方、桜夢見月』(LZM-2021) が発売された。
marbleの楽器編成にのっとって、大半のアレンジが、アコースティックギター1本での伴奏である。

## 旋律の行方、空の彼方
シリーズ第1弾の、配信限定アルバム。
全て、スタジオライブでの一発録音である。
インディーズ時代の曲3曲（2009年の初期曲ベスト『手のひら』とは重複なし）と、メジャーデビュー後の自身の3曲・提供曲1曲のアコースティックアレンジからなる。
1. smile
作詞・作曲: micco
インディーズ時代の曲。
2. 星空
作詞・作曲: micco
2ndシングル「空中迷路」カップリング曲のアレンジ。
3. 芽生えドライブ ～Acoustic&harmonics Version～
作詞: micco / 作曲: 菊池達也
1stシングル曲・『ひだまりスケッチ』エンディング曲のアレンジ。
4. 大好きが届かない
作詞・作曲：micco
インディーズ時代の曲。
5. アネモネ
作詞・作曲: micco、原曲歌手: 中原麻衣
提供した曲のセルフカバー。
6. 凛
作詞・作曲: micco
1stシングル「芽生えドライブ」カップリング曲・ラジオ『ひだまりラジオ』エンディング曲のアレンジ。
7. わすれな草
作詞: micco / 作曲: 菊池達也
インディーズ時代の曲。

## 旋律の行方、桜夢見月
シリーズ第2弾。タワーレコード新宿店限定でリリースされた。2010年7月ごろから、「タワーレコードオンライン」での販売も開始した。
アニメソングのアコースティックアレンジが主体である。ただしくるりの「ワールズエンド・スーパーノヴァ」は、アニメソングでもmarble提供楽曲でもない、一般曲のカバーである。このカバーにはPVが作られ、YouTubeやニコニコ動画などでランティスにより公開されている。
ジャケット写真は、marbleのmiccoが手作りした人形である。
全編曲: 菊池達也。
1. 芽生えドライブ ～blenova ver2010～
作詞: micco / 作曲: 菊池達也
1stシングル曲・『ひだまりスケッチ』エンディング曲のアレンジ。
2. 空中迷路
作詞: micco / 作曲: 菊池達也
2ndシングル曲・『かみちゃまかりん』エンディング曲のアレンジ。
3. 初恋 limited
作詞: micco / 作曲: 菊池達也
5thシングル曲・『初恋限定。』エンディング曲のアレンジ。
4. Tiny Sweet
作詞: micco / 作曲: 菊池達也
2ndアルバム『空想ジェット!』収録曲・ドラマCD『うみものがたり 〜あなたがいてくれたコト〜』主題歌のアレンジ。
5. Sweet Soda In
作詞: micco / 作曲: 菊池達也、原曲歌手: 別所小宵（豊崎愛生）
『初恋限定。』キャラクターソングのセルフカバー。
6. WORLD'S END SUPERNOVA
作詞・作曲: 岸田繁、原曲歌手: くるり
くるりの9thシングル曲のカバー。アコースティック楽器以外も使われている。